# Горан
Гора́н (болг. Горан) — село в Ловецькій області Болгарії. Входить до складу общини Ловеч.

## Населення
За даними перепису населення 2011 року у селі проживала 391 особа.
Національний склад населення села:
| Національність   | Кількість осіб | Відсоток |
| ---------------- | -------------- | -------- |
| болгари          | 366            | 94,6%    |
| цигани           | 17             | 4,4%     |
| турки            | 4              | 1,0%     |
| інша             | 0              | 0%       |
| не визначились   | 0              | 0%       |
| Всього відповіли | 387            |          |

Розподіл населення за віком у 2011 році:
Динаміка населення: